# Paweł Pudło
Paweł Pudło (ur. 24 czerwca 1983 w Katowicach) – polski kompozytor, producent muzyczny i reżyser. Autor przedsięwzięć multidyscyplinarnych łączących muzykę oraz sztuki wizualne i edukację.

## Twórczość
W dorobku Pawła Pudły znajdują się utwory na orkiestrę symfoniczną, chóry oraz zespoły kameralne. Poza muzyką poważną, tworzy również muzykę filmową i reklamową. Instrumenty symfoniczne łączy często z instrumentami etnicznymi i elektroniką. Wyreżyserował i wyprodukował takie projekty, jak Violemi – The Slave of Delusion, Miasta Feniksy oraz Żywioły.
Violemi – The Slave of Delusion to opera fantasy, w której powstanie zaangażowane było ponad 90 osób. Premiera odbyła się w 2010 roku, a prezentowana była podczas konwentu „Dni Fantastyki” we Wrocławiu oraz „Polcon” w Cieszynie. Album muzyczny spotkał się z entuzjastycznym odbiorem dziennikarzy muzycznych w Polsce.
W roku 2011 dla Polskiej Organizacji Turystycznej skomponował muzykę dla uświetnienia ceremonii otwarcia największych targów turystycznych na świecie, ITB Berlin Trade Show. Spektakl taneczny w reżyserii Tomasza Bagińskiego oraz choreografii Agustina Egurroli do muzyki Pawła Pudły był wydarzeniem finałowym kampanii promocyjnej kraju pt. Move Your Imagination.
W 2012 roku na zamówienie UEF-y skomponował utwór orkiestrowo-chóralny, który był prezentowany w trakcie ceremonii przedmeczowych na ośmiu głównych stadionach w Polsce i na Ukrainie, podczas Mistrzostw Europy w Piłce Nożnej EURO 2012. Partie chóralne wykonał Chór Akademicki Uniwersytetu Warszawskiego.
Antywojenny koncert na 10 waltorni autorstwa Pawła Pudło War Horns miał swoją premierę na festiwalu Solidarity of Arts 2015 w Gdańsku. Wykonawcami kompozycji byli muzycy z Polski, Niemiec, Włoch, Hiszpanii i Rosji. Paweł Pudło do utworu War Horns wyreżyserował wideo, które promowało koncert m.in. w Teleexpressie. Koncert wykonywany był również w 2017 roku w wielkiej sali koncertowej NOSPR w Katowicach oraz w „Sali pod Liberatorem” Muzeum Powstania Warszawskiego w Warszawie, w ramach projektu multidyscyplinarnego pt. Miasta Feniksy, łączącego muzykę i edukację historyczną. Wykłady dotyczące historii odbyły się zarówno w Muzeum Powstania Warszawskiego, jak i w Domu Spotkań z Historią w Warszawie.
Żywioły to koncert symfoniczny Pawła Pudły, który stał się podstawą multidyscyplinarnego projektu o tym samym tytule. Przedsięwzięcie łączy muzykę, sztukę i edukację ekologiczną. Premiera odbyła się w 2018 roku na terenie Wałbrzycha w kilku obiektach, m.in. w Filharmonii Sudeckiej, Zamku Książ oraz Bibliotece pod Atlantami. Orkiestra symfoniczna Filharmonii zagrała również na instrumentach zbudowanych ze śmieci np. bębnów od pralek czy plastikowych butelek. W powstanie projektu zaangażowanych zostało niemalże 200 osób, w tym muzyków, artystów sztuk wizualnych oraz pracowników naukowych Instytutu Geografii i Rozwoju Regionalnego Uniwersytetu Wrocławskiego, a zajęcia edukacyjne towarzyszące projektowi skierowane były do uczniów wałbrzyskich szkół podstawowych i średnich. Projekt spotkał się z entuzjastycznym odbiorem publiczności.
W 2019 roku Paweł Pudło skomponował utwór Missa Brevis w ramach programu Zamówienia Kompozytorskie Ministerstwa Kultury i Dziedzictwa Narodowego. Utwór skomponowany został specjalnie dla Kościoła Pokoju w Świdnicy w którym znajduje się dwoje organów, symfoniczne organy Schlaga oraz barokowe organy ołtarzowe.
Muzykę Pawła Pudły wykonywali muzycy z Polski oraz z zagranicy, m.in. z Berliner Philharmoniker, Dortmunder Philharmoniker, Florence Opera, Sinfonia de Barcelona, Malaysian Orchestra, Filharmonii Narodowej, Teatru Wielkiego, Filharmonii Sudeckiej, Polskiej Filharmonii Bałtyckiej, Narodowej Orkiestry Symfonicznej Polskiego Radia w Katowicach, Filharmonii Poznańskiej, Narodowego Forum Muzyki we Wrocławiu oraz z Sinfonii Varsovii.
Paweł Pudło jest prezentowany w filmie dokumentalnym pt. Kilka pytań o słyszenie świata, który przedstawia sylwetki kompozytorów muzyki współczesnej oraz filmowej. Premiera filmu odbyła się na Zamku Ujazdowskim w Warszawie. Film prezentowany był też w TVP oraz na festiwalach filmowych i muzycznych w kraju i na świecie.

## Nagrody i wyróżnienia
W 2012 roku otrzymał trzecią nagrodę Best Young Composer (konkurs Transatlantyk Film Music Competition) na międzynarodowym Transatlantyk Festival w Poznaniu.
W roku 2016 otrzymał stypendium Marszałka Województwa Śląskiego w dziedzinie kultury.
Autorski album muzyczny War Horns, wydany w 2017 roku przez wydawnictwo DUX, znalazł się na liście „Płyty roku 2018 – klasyka” czasopisma HI-FI i Muzyka.

## Wybrane kompozycje
(na podstawie materiału źródłowego)
- Rise of the Challenger na chór mieszany, instrumenty dęte blaszane i perkusję (2005)
- Symphony No. 1 na orkiestrę symfoniczną i chór mieszany (2007)
- Violemi – The Slave of Delusion na głosy solowe, chór mieszany i orkiestrę symfoniczną (2010)
- Full Moon na perkusję, gitarę basową i fortepian (2010)
- Move Your Imagination – Dance na orkiestrę symfoniczną i elektronikę (2011)
- Welcome to Poland and Ukraine na orkiestrę symfoniczną, chór mieszany i perkusję etniczną (2012)
- Afghan Border na orkiestrę symfoniczną i instrumenty etniczne (2012)
- War Horns na 10 waltorni (2012)
- String Quartets 14 utworów na kwartet smyczkowy (2016)
- Calling of Memories na 6 waltorni (2018)
- Three na klarnet, róg i fortepian (2018)
- Elements na orkiestrę symfoniczną, chór mieszany, instrumenty etniczne, instrumenty recyklingowe i elektronikę (2018)
- Missa Brevis na sopran, mezzosopran, flet, dwie waltornie, dwoje organów i kwartet smyczkowy (2019)[39]
- Whistleblower na flet, obój, klarnet, fagot, waltornię i fortepian (2019)[40]

## Muzyka filmowa
- Decyzja w reż. Sabina Kluszczyńskiego i Davida Szatarskiego (2005)
- Leni w reż. Bartosza Paducha (2006)
- 12 w reż. Sabina Kluszczyńskiego i Davida Szatarskiego (2006)
- Idź w reż. Marka Cichego (2007)
- Przestrzenie w reż. Ewy Martynkien (2007)
- Wiolonczelista w reż. Marka Cichego (2010)

## Dyskografia
- Violemi – The Slave of Delusion (2010)[41]
- War Horns (2017 – Dux)[42]